# The Genesis Code
The Genesis Code è un film del 2010 diretto da C. Thomas Howell e Patrick Read Johnson.
È un film drammatico statunitense con protagonisti Logan Bartholomew, Kelsey Sanders e Ernest Borgnine.

## Produzione
Il film, diretto da C. Thomas Howell e Patrick Read Johnson su una sceneggiatura di Michael W. Leighton, fu prodotto da Michael Shane Leighton e Michael W. Leighton per la American Epic Entertainment, la Ck Pictures e la Sentinel America Corporation e girato a Grand Rapids e a Lowell nel Michigan con un budget stimato in 5.100.000 dollari.

## Distribuzione
Il film fu distribuito negli Stati Uniti dal 25 agosto 2010.